# David Sätmark
John David Sätmark  född 6 oktober 1996 i Lund, är en svensk ishockeyspelare.

## Barn- och ungdomsåren
Sätmark växte upp i Lomma norr om Malmö. Sätmark började spela fotboll i den lokala fotbollsföreningen Gif Nike när han var sex år. Samtidigt som Sätmark började med fotbollen blev hans far ordförande för Gif Nike. Sätmark kombinerade fotboll med ishockey fram tills han var 14.[källa behövs]

## Karriär
Sätmark började spela ishockey som åttaåring i Frosta Hockey där det blev tre säsonger. Efter Frosta bytte han till Malmö Redhawks där han spelat sedan säsongen 2007/08. Säsongen 08/09 blev Sätmark utsedd till lagkapten för sitt lag och den positionen hade han fram till säsongen 11/12. Under sina sju år i klubben har Sätmark spelat 104 tävlingsmatcher inom Svenska ishockeyförbundets tävlingar. Sätmark har spelat 76 matcher för Malmö Redhawks J18-lag. Säsongen 2014-15 spelade Sätmark Malmö Redhawks i J20-VM för klubblag. Säsongen 2016/17 flyttade han till Danmark, där det blev spel i Herlev Eagles och säsongen därpå i Hvidovre Fighters. Säsongen 2018/19 tillbringades i Österrike för Vienna Capitals Silver och säsongen 2019/20 i Pionniers de Chamonix Mont-Blanc i franska högstaligan, Ligue Magnus. Sätmark har sedermera avslutat karriären.